# Zdravko Anić
Zdravko Anić (Livno, 16. travnja 1954. - ), akademski slikar.
Završio Akademiju likovnih umjetnosti u Sarajevu u klasi profesora Ljubomira Perčinlića 1980. godine. Aktivan je u radu umjetničkih kolonija u Glamoču i Međugorju.